# English Defence League

Logo der English Defence League: Ein geschweiftes Georgskreuz vor weiß-schwarz geteiltem Grund, umrandet von den Schriftzügen English Defence League und In hoc signo vinces

Die English Defence League (deutsch Englische Verteidigungsliga, kurz EDL) ist eine politische Organisation in Großbritannien. Sie entwickelte sich 2009 aus der britischen Hooligan-Szene, zu der sie weiterhin in Verbindung steht. Gleichzeitig gibt es Kontakte zur rechtspopulistischen UK Independence Party (UKIP), zur rechtsextremen British National Party (BNP) und zu vergleichbaren Parteien und Organisationen im europäischen Ausland, beispielsweise der deutschen German Defence League. Seit ihrer Gründung erfuhr die EDL starken Zulauf und stellt eine der bedeutendsten organisierten Gruppen im rechten Spektrum des Vereinigten Königreichs dar. Als zentrale Persönlichkeiten der EDL sind in der Öffentlichkeit vor allem der Millionär Alan Lake sowie Stephen Yaxley-Lennon alias Tommy Robinson hervorgetreten.
Die EDL stellt sich auf den Standpunkt, Kritik am Islam zu üben und die Ausbreitung von „Islamismus, Scharia und islamischem Extremismus“ verhindern zu wollen, und weist Rassismusvorwürfe zurück. Dem stehen Zeitungsberichte, wissenschaftliche Studien und Gerichtsurteile entgegen, die der EDL radikale Islamfeindlichkeit und Rechtsextremismus attestieren.

## Geschichte

### Entstehung und Gründung
Bereits vor der Gründung der English Defence League in Luton waren dort verschiedene Vorläuferorganisationen aktiv. Der frühste Vorläufer der EDL bestand aus einer losen, gewaltbereiten Gruppe, die regelmäßig an Demonstrationen gegen eine islamistische Splittergruppe namens Ahl as-Sunna wa-l-Dschama’a teilnahm, welche ihrerseits gegen den britischen Militäreinsatz im Irak und britische Soldaten demonstrierte. Dabei kam es am 10. März 2009 zu einem Zwischenfall, bei dem heimkehrende Soldaten von etwa 15 Islamisten als „Babymörder“ und „Schlächter“ beschimpft wurden, woraufhin die umstehende Menge auf sie losging. Dieses Ereignis sorgte für große Medienaufmerksamkeit und veranlasste James Yeomans, ein Mitglied des betroffenen Armeeregiments, dazu, einen Protestmarsch ins Leben zu rufen, um Respekt für die britischen Truppen zu fordern. Der anti-islamische Blogger Paul Ray organisierte daraufhin unabhängig von Yeomans und ohne dessen Wissen Unterstützung durch islamfeindliche Gruppen von außerhalb Lutons. Die meisten dieser Gruppen – etwa die Welsh Defense League (WDL), March for England (MfE) oder die United British Alliance (UBA) – entstammten dem Hooligan-Milieu und bestanden vor allem aus Fußballfans und Armeeveteranen. Als Yeomans von antifaschistischen Aktivisten darauf aufmerksam gemacht wurde, sagte er den Protestmarsch umgehend ab.
Ray wollte daraufhin eine Georgstagsparade als Ersatz abhalten, was ihm jedoch von den örtlichen Behörden verweigert wurde, weil gegen ihn wegen Incitement to Racial Hatred (Aufhetzung zum Rassenhass) ermittelt wurde. Daraufhin kam es am 13. April 2009 zu einer ungenehmigten Demonstration von etwa 150 Teilnehmern, die sich als United People of Luton (UPL) bezeichneten; sie wurde umgehend von der Polizei aufgelöst. In der Folge kam es zu weiteren Demonstrationen der UPL, von denen sich MfE zunehmend distanzierte. Die UPL und Ray schlossen sich fortan für ihre Aktionen mit der Hooligan-Gruppe Casuals United (CU) zusammen. Am 24. Mai 2009 veranstalteten beide Gruppen einen Protestmarsch, bei dem Geschäfte und Autos vandaliert wurden. Die Teilnehmerzahl dieser Demonstrationen nahm stetig zu; am 27. Juni 2009 schlossen sich die daran beteiligten Gruppen zur English Defence League zusammen.

### Etablierung und Richtungsstreit
Bereits kurz nach der Gründung der EDL erregte sie die Aufmerksamkeit etablierter rechtsextremer Parteien wie der National Front (NF) oder der British National Party (BNP). Während die EDL von Anfang an auf Abstandnahme zu diesen Parteien bedacht war (so verwarf sie etwa wegen der Ähnlichkeit zum Namen der BNP die Selbstbezeichnung „British Defence League“), versuchte vor allem die BNP trotz offizieller Distanzierung, innerhalb der EDL an Einfluss zu gewinnen. Tatsächlich gelang ihr dies an einigen Stellen, in denen BNP-Mitglieder wichtige Funktionen in der EDL ausübten. Als die EDL für den 8. August 2009 eine Demonstration ansetzte, erklärte Paul Ray seinen Ausstieg: Das Datum des 8. 8. sei in Anlehnung an Neonazi-Symbolik gewählt worden, und zwar auf Betreiben von einschlägig aktiven Mitgliedern von Casuals United sowie der BNP, die die EDL „gekapert“ hätten. Ray gründete zunächst eine eigene EDL-Abteilung, löste diese anschließend aus der EDL und wanderte schließlich nach Malta aus, nachdem ihm in Großbritannien Strafverfolgung drohte und er nach eigenen Angaben Todesdrohungen von Islamisten erhalten hatte.
Aus diesem Führungsstreit ging Stephen Yaxley-Lennon als neuer Kopf der EDL gestärkt hervor. Yaxley-Lennon nennt sich selbst Tommy Robinson (nach dem Autor und Mitglied der Hooligan-Gruppe Luton Town MIGs) und hielt seine Identität in der Öffentlichkeit geheim. Er trat stets nur vermummt auf, dennoch wurde er im April 2010 unmaskiert fotografiert und im Juni identifiziert. Dabei kam seine frühere BNP-Mitgliedschaft sowie ein 12-monatiger Gefängnisaufenthalt heraus, den er für einen Angriff auf einen Polizisten verbüßt hatte. Yaxley-Lennon wiederum behauptete, er heiße in Wahrheit Robert Harris, was in der Öffentlichkeit für zusätzliche Verwirrung sorgte.
Währenddessen ermittelten die britischen Medien den Londoner Millionär Alan Lake als Finanzier der EDL. Lake war von Paul Ray an die Organisation herangeführt worden und trat intellektueller und gemäßigter auf als Yaxley-Lennon. Er hatte bereits vor seinem Engagement für die EDL gegen den Islam agitiert und war stark von anti-islamischen Autoren wie Robert Spencer und Daniel Pipes geprägt. Nachdem Lake zunächst als ideologische Führungsfigur der EDL aufgetreten war und eine Allianz mit der United Kingdom Independence Party (UKIP) vorgeschlagen hatte, zog er sich ab Mai 2010 zunehmend in den Hintergrund zurück.

## Organisation

### Führungsstruktur
Die English Defence League verfügt über keine ausgeprägten formellen Organisationsstrukturen, so gibt es etwa keine offizielle Mitgliedschaft. Es existiert jedoch ein Führungsgremium, das im Juni 2010 neben Yaxley-Lennon auch Trevor Kelway, Jeff March, Jack Smith, Joel Titus und Richard Price umfasste. Ende Juli 2010 ernannte Yaxley-Lennon seinen Cousin Kevin Carroll zum „joint leader“, also zum formal gleichrangigen Führer neben sich. Der innere Führungskreis der EDL bestand weiterhin aus Smith, Marsh und Kelway. Alan Lake tritt nicht als offizieller Vertreter in Erscheinung, sondern beschränkt seine Aktivitäten auf die ideologische Hintergrundarbeit und Finanzierung der EDL.
Am 8. Oktober 2013 gab die Quilliam Foundation bekannt, dass Tommy Robinson und Kevin Carroll die Organisation verlassen wollen. Zum neuen Vorsitzenden wurde Ende 2013 Tim Ablitt gewählt.

### Organisatorische Gliederung
Die Gliederung der EDL erfolgt einerseits nach regionalen, andererseits nach thematischen Gesichtspunkten in sogenannten Divisions. Regionale Divisions mit einem Division Leader existieren auf lokaler Ebene in vielen Städten Englands. Im Oktober 2010 gab die EDL die Zahl dieser örtlichen Divisions mit über 90 an. Sie werden in regionalen Verbänden – North West, North East, Eastern Midlands, West Midlands, East Anglia, South West, South East, South East Central und Greater London – zusammengefasst, denen seit Sommer 2010 jeweils ein Regional Organiser vorsteht. Die Funktion des Regional Organiser wurde eingeführt, um die unübersichtlichen Strukturen der EDL-Abteilungen stärker zu integrieren und effektiver zu organisieren. Laut dem EDL-Verhaltenskodex müssen Angehörige der den Regional Organisers und Division Leader unterstehenden Abteilungen deren Weisungen Folge leisten.
Neben den lokalen Divisions existieren auch Divisions, die sich an bestimmte Gruppen richten. Die erste dieser Gruppen war die LGBT-Division, die im März 2010 gegründet wurde. Sie wird – wie auch Divisions für Sikhs, Menschen mit Behinderungen, Juden oder Frauen – von Beobachtern als ein Versuch interpretiert, nichtmuslimische Minderheiten gegen den Islam und Muslime zu vereinnahmen, sich als Vertreter ihrer Interessen zu gerieren und sich nach außen hin als pluralistisch, weltoffen und tolerant zu präsentieren und so dem Verdacht des Rechtsextremismus entgegenzuwirken. Neben solchen speziell an Minderheiten innerhalb der EDL gerichteten Divisions existieren auch Divisions für Armeeveteranen oder Jugendliche.

### Kommunikation und Koordination
Die English Defence League verfügt über keine eigene Zeitschrift. Der Großteil der internen Kommunikation erfolgt über die eigene Webseite und die angeschlossenen Foren der einzelnen Divisions sowie über soziale Netzwerke im Internet wie Facebook und die Plattform Twitter. Laut Nigel Copsey hat diese Art der Kommunikation mehrere Vorteile für die EDL: Sie sei nicht sonderlich teuer, verbinde eine große Reichweite mit Interaktivität und garantiere ihren Teilnehmern nicht zuletzt Anonymität. Die Vorbereitung von Aktionen über Facebook binde die Teilnehmer stark mit ein, erzeuge eine Gruppenidentität und befeuere Erwartungen an Demonstrationen und andere Protestaktionen. Diese Integrationswirkung werde durch den Merchandise-Shop der EDL im Internet noch verstärkt.

### Mitgliederstruktur
Über die Zahl der EDL-Mitglieder lassen sich nur schwer Aussagen treffen. So hatte die EDL 2010 im Juli nach eigenen Angaben 22 000 Facebook-Freunde, wobei es sich aber wohl zu einem großen Teil um Unterstützer auf dem Papier handeln dürfte. Eine Mitgliedschaft, die über die Teilnahme an Facebook-Diskussionen oder die Anmeldung auf der EDL-Webseite hinausgeht, gibt es nicht. Dementsprechend werden auch keine Mitgliedsbeiträge erhoben. Die Zahl der aktiven Unterstützer der EDL auf Demonstrationen variiert und liegt gelegentlich bei mehreren Tausend Demonstranten. Der von der EDL veranstaltete „Homecoming March“ in Luton konnte im Februar 2011 rund 4.000 Teilnehmer mobilisieren.
Unter der Anhängerschaft der EDL sind vor allem junge Männer stark vertreten, die aus Industriarbeitermilieus stammen und darüber hinaus auch in oder im Umfeld von Hooligan-Gruppen aktiv sind. Sie stammen zumeist aus Mittelengland, wo durch den Niedergang der angestammten Industrie hohe Arbeitslosigkeit herrscht und wo in vielen Städten Menschen mit Migrationshintergrund aus den ehemaligen britischen Kolonien in Südasien einen hohen Anteil an der Einwohnerschaft stellen. Hier befinden sich sowohl die weiße Unterschicht als auch die auf Basis ihrer Religion, Hautfarbe oder Herkunft diskriminierten Gruppen in prekären sozialen Umständen, haben aber untereinander nur wenig Kontakt. Beides trägt, so Jon Garland und James Treadwell, zur Radikalisierung der Gemeinschaften und zur gegenseitigen Feindseligkeit unter ihnen bei. Solche Haltungen wurden durch die Anti-Terrorismus-Rhetorik der britischen Politik, geplante und durchgeführte islamistische Terroranschläge und zunehmend restriktive Einwanderungsbestimmungen zusätzlich gefördert. Für Jugendliche aus diesen weißen Milieus ist die EDL auch deshalb attraktiv geworden, weil sie gemeinsame Aktivitäten, gewalttätige Auseinandersetzung sowie mit dem behaupteten Kampf gegen den Islamismus ein übergeordnetes Ziel bietet. Während die Fußball-Hooliganszene unter den erhöhten Eintrittspreisen und Stadionverboten leidet, ermögliche ihnen die EDL, so Garland und Treadwell, physische Konfrontation in einer Ersatzarena auszutragen. Umgekehrt seien gerade Hooligans für die EDL eine wichtige Zielgruppe, da sie eine hohe Demonstrations- und Aktionsbereitschaft aufbrächten und sich gut mobilisieren ließen. Alan Lake drückte die Haltung der EDL folgendermaßen aus:

„Diese Leute sind bereit zu demonstrieren, und sie sind bereits da, weil ein Spiel stattfindet. Das ist ein schmutziger, unschöner, schwieriger Kampf, und man muss mit dem arbeiten, was zur Verfügung steht.“

Der Anteil von Juden, Sikhs, Frauen oder anderen Gruppen, deren Anwaltschaft die EDL für sich reklamiert, ist hingegen sehr gering. Die EDL bemüht sich über ihre Außendarstellung nur wenig darum, auch Randgruppen in ihre Unterstützerschaft zu integrieren. Schwierigkeiten machen dabei auch Übergriffe von weißen EDL-Anhängern auf Sikhs oder Hindus, weil sie diese für Muslime halten. Auch ist die Anhängerschaft größtenteils auf England beschränkt. Dies liegt vor allem an den Differenzen zwischen den Fußballfans in Schottland, Wales und Nordirland. So weigern sich etwa schottische Hooligans, der Scottish Defense League beizutreten, der mehrheitlich Glasgow-Rangers-Fans angehören. Gleiches gilt für die Divisions beziehungsweise der EDL nahestehenden Organisationen in Wales und Nordirland. Teilweise kam es bei Demonstrationen gar zu Zusammenstößen zwischen englischen und walisischen Fans.

### Aktionsformen

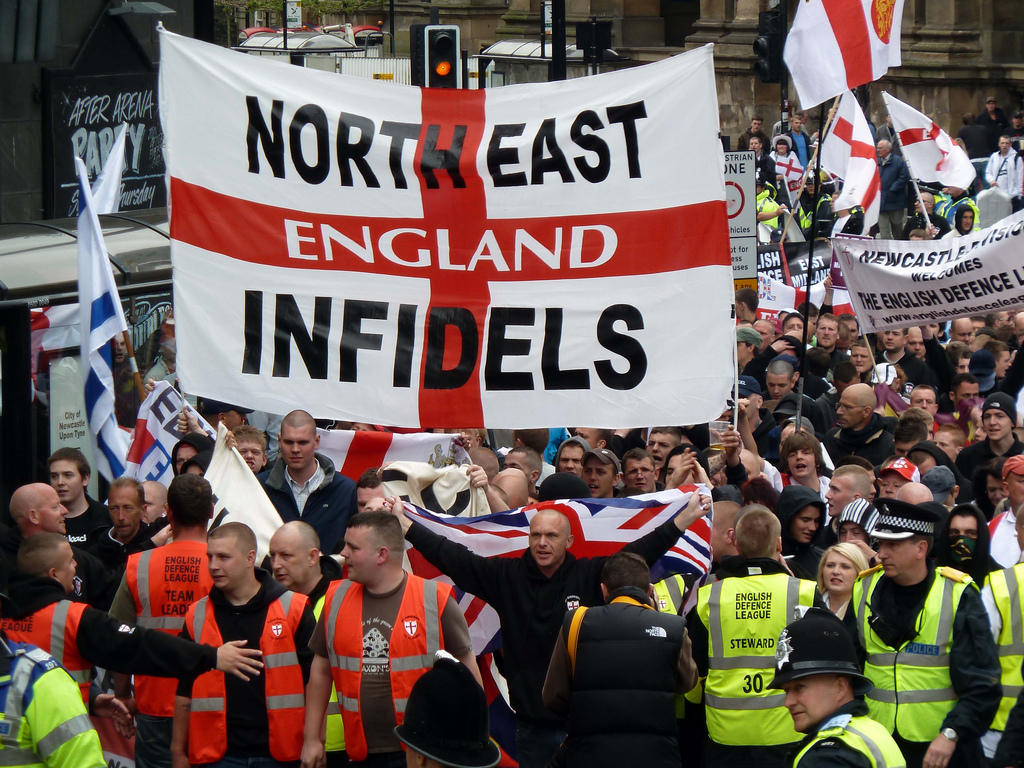
Demonstration der EDL in Newcastle 2010

Die EDL organisiert Kundgebungen und Demonstrationen gegen geplante und bestehende Moscheen. Seit 2007 wurde in Dudley der Bau einer neuen Moschee geplant. Es gab öffentliche Proteste gegen das Projekt, unter anderem wurden in zwei Petitionen 50.000 Unterschriften gegen den Bau gesammelt. An den Protesten beteiligte sich auch die EDL. Das Projekt wurde im Mai 2010 endgültig aufgegeben.
Mitglieder der EDL reisten Mitte September 2010 nach New York, um sich an einer Demonstration gegen das umstrittene Ground-Zero-Moscheeprojekt zu beteiligen, an der auch Geert Wilders teilnahm. Ein von der EDL gezeigtes Transparent trug die Devise „Je mehr Islam, desto weniger Freiheit“. Das mutmaßliche EDL-Führungsmitglied Stephen Yaxley-Lennon („Tommy Robinson“) wurde angeblich durch US-amerikanische Behörden bei der Einreise in Gewahrsam genommen und zurückgewiesen.
Im November 2010 veranstaltete die EDL eine Kundgebung gegen die „Islamisierung Englands“ in Preston. Die EDL erklärte, Preston habe lediglich als nächste größere Stadt auf der Liste der Veranstaltungsorte gestanden. Auf einer Facebook-Seite war jedoch zu einer Demonstration gegen die Erweiterung der Moschee in Preston aufgerufen worden.
Ferner demonstriert die EDL vor Lebensmittelgeschäften und Gaststätten, die Lebensmittel nach islamischen Vorschriften (halāl) anbieten, so vor einem Restaurant in Blackburn. Die EDL plante für den 15. Januar 2011 eine (später abgesagte) Demonstration gegen das Anbieten von „Halal“-Schulessen in Harrow.
Die EDL bemüht sich zudem, Verschwörungstheorien aufrechtzuerhalten, die sich gegen Muslime richten. So verschwand 2003 in Blackpool ein 14-jähriges Mädchen. Während der Ermittlungsarbeit der Polizei kamen Hinweise auf, das Mädchen sei von den muslimischen Betreibern eines Imbisslokals missbraucht und danach zerstückelt worden. Obwohl die Ermittlungen später mangels verwertbarer Beweise eingestellt wurden und eine Untersuchungskommission Verfahrensfehler erkannte, stellt die EDL die Tat als bewiesen dar und erklärt, dass die islamische Religion die Täter motiviert habe. Die EDL ruft gemeinsam mit der Hooligangruppe Casuals United zu Demonstrationen in Blackpool auf, „gegen muslimische Sex-Banden, gegen die Politiker, die sie decken, und gegen die religiöse Schrift, die sie inspiriert.“ Am 28. Mai 2011 kamen im Seebad Blackpool, das an diesem Wochenende aufgrund eines Bank Holiday gut besucht war, 1500 bis 2000 Rechtsextreme zu einer Demonstration gegen angeblichen Kindesmissbrauch durch Migranten zusammen.

### Allianzen und Verhältnis zu anderen Gruppen und Organisationen

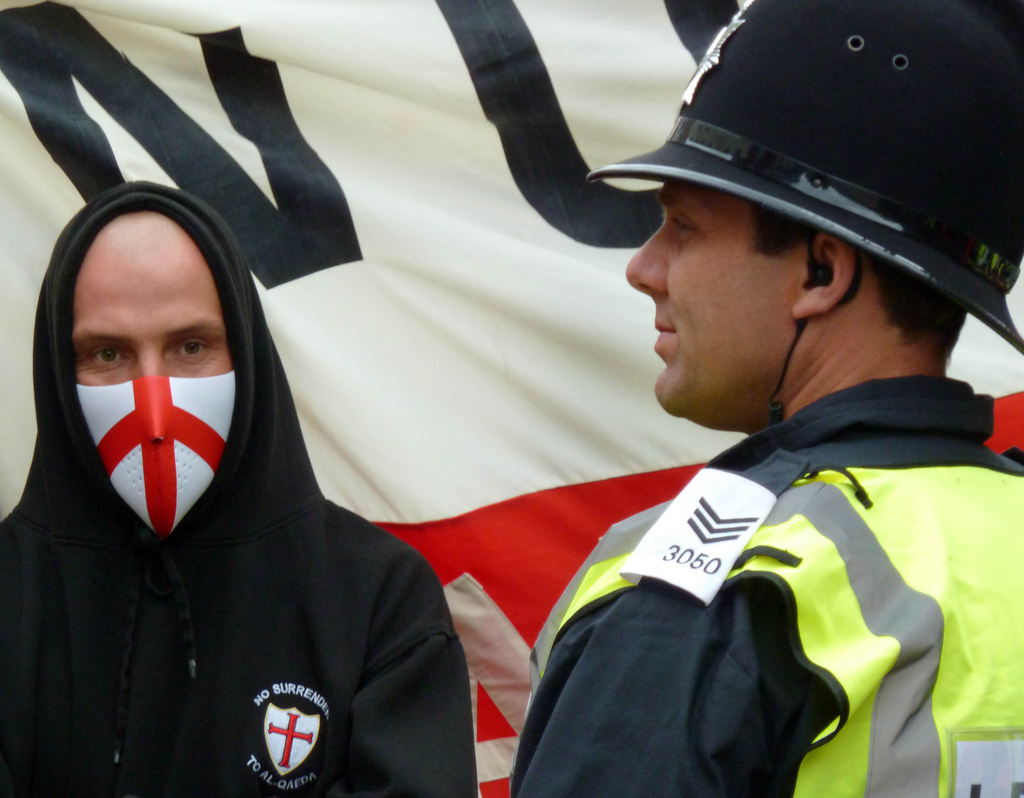
Anhänger der EDL und ein Polizist während einer Demonstration

Die EDL entstand ursprünglich aus einem Netzwerk von Fußballfans und Hooligan-Gruppierungen. Diesem Umfeld wird von den meisten britischen Medien der Vorwurf gemacht, rassistisch und gewaltbereit zu sein. Es bestehen personelle Verbindungen zur rechtsextremen British National Party (BNP), wobei sich beide Organisationen voneinander distanzieren. So wurde eine Webseite der EDL von Chris Renton eingerichtet, der als BNP-Aktivist gilt. Alan Lake, mutmaßlicher Finanzier und maßgeblicher EDL-Stratege, hat u. a. die nationalistische schwedische Partei „Sverigedemokraterna“ beraten. Bei dem gelegentlich als Kopf oder Gründer der EDL benannten „Tommy Robinson“ handelt es sich nach Erkenntnissen britischer Medien um das mutmaßliche BNP-Mitglied Stephen Yaxley-Lennon.
Nach Informationen der britischen Presse sucht die EDL die Nähe von Gruppen aus der Fußball-, Hooligan- und Skinheadszene, so zum Beispiel der Casuals United, einer als rechtsextrem eingeschätzten britischen Hooligangruppe. Demonstrationen wurden so geplant, dass sie mit Fußballspielen zusammenfielen, um Fußballhooligan-„Firmen“ die Teilnahme an den Demonstrationen zu ermöglichen.
Joel Titus, Jugendfunktionär der EDL, soll dem Umfeld der Casuals United und der Hooliganszene um den FC Arsenal entstammen. An Demonstrationen der EDL sollen auch Gruppen wie „Blood and Honour“ und „Combat 18“ teilgenommen haben.
Das britische Parlamentsmitglied Jon Cruddas schrieb in einer Kolumne, die EDL sei eine „weit größere Bedrohung als die BNP“ und bringe „einen gefährlichen Cocktail von Fußballhooligans, Rechtsaußen-Aktivisten und Pubrassisten zusammen.“ Ähnlich äußerte sich der frühere Innenminister David Blunkett.
Der walisische EDL-Abkömmling Welsh Defence League wurde laut einem Bericht der BBC von einem Ex-Fußballhooligan gegründet. Nach Feststellung eines britischen Richters ist das Handeln der Welsh Defence League „ohne Verstand, rassistisch und dient dazu, Rassenhass anzufachen.“

## Symbolik
Symbol der EDL ist das Georgskreuz in verschiedenen Abwandlungen, entweder in der Form der englischen Flagge oder in geschweifter Form wie auf dem Logo der EDL. Jon Garland und James Treadwell führen dies auf die negative Konnotation des Union Jack als Symbol für den britischen Rassismus und Kolonialismus zurück, von der sich die EDL absetzen wolle. Gleichzeitig gilt aber das Georgskreuz auch als Symbol des Kreuzrittertums, womit die EDL an eine antimuslimische Tradition erinnere und ein Bild der britischen Gesellschaft als essentiell christlich und damit für nichtchristliche Gruppen als unzugänglich produziere. Das Logo – ein rotes Kreuz auf einem schwarz-weißen Grund – ist eine Anspielung auf das Beauceant, das Hauptbanner des Ritterordens der Templer, der sich vor allem im Kampf gegen muslimische Heere während der Kreuzzüge hervortat.

## Kritik

### Gewalttätigkeit
Bei Demonstrationen der EDL kommt es regelmäßig zu Zusammenstößen mit anderen Gruppierungen, sowohl mit Angehörigen islamischer Gruppierungen als auch der Organisation Unite Against Fascism (UAF) und mit Polizeikräften, so am 8. August 2009 in Birmingham, am 10. Oktober 2009 in Manchester, am 31. Oktober 2009 in Leeds, am 23. Januar 2010 in Stoke-on-Trent und am 20. März 2010 in Bolton. Im Mai 2009 kam es nach einer Demonstration in Luton zu Krawallen, bei denen Dutzende von Demonstrationsteilnehmern asiatische Geschäfte angriffen, Fahrzeuge demolierten und Passanten bedrohten. Polizisten, Politiker und Journalisten sehen die Schuld vor allem bei der EDL, die durch ihr Auftreten Gewalt provoziere. John Denham, britischer Minister für Kommunen und Lokalpolitik, sagte, es sei „sehr klar“, dass die Taktik der EDL hinsichtlich der Auswahl von Zielen und Sprache „provozieren, Reaktionen hervorrufen und Gewalt auslösen“ solle. Denham verglich die Taktik der EDL mit der der British Union of Fascists in den 1930er Jahren. In Bradford sangen Teilnehmer einer EDL-Demonstration Spottlieder auf die Opfer der Überschwemmungskatastrophe in Pakistan 2010. Ende September 2010 nahm die Polizei in Gateshead EDL-Anhänger nach der Verbrennung eines Koran fest. Derselben Quelle zufolge sollen EDL-Anhänger Teilnehmer einer linksgerichteten Veranstaltung angegriffen haben. Die mutmaßliche Führungsperson Yaxley-Lennon wurde am 11. November 2010 bei einer Demonstration in London wegen tätlichen Angriffs auf einen Polizeibeamten festgenommen. Teilnehmer von EDL-Demonstrationen sollen wiederholt Pressevertreter bedroht und angegriffen haben. Namentlich wird Joel Titus beschuldigt, auf einer Demonstration vor laufenden Kameras einen Fotografen geschlagen zu haben.
Im Juli 2010 wurden in Bournemouth 7 Personen, davon 6 EDL-Mitglieder, unter dem Verdacht festgenommen, einen Sprengstoffanschlag auf die dortige Moschee vorzubereiten. Gegen die Personen wurde jedoch keine Anklage erhoben.
Im September 2010 lagen der Polizei von Leicester Informationen vor, wonach die EDL bei einem geplanten Aufzug am 9. Oktober eine Moschee in der Stadt angreifen wolle.
Nach Angaben eines hohen Polizeibeamten kann beobachtet werden, dass die Aktivitäten der EDL zu Radikalisierung führen und dem islamischen Extremismus dienen. Die EDL weist diese Vorwürfe zurück.
2011 bestritt der EDL-Chef Stephen Yaxley-Lennon Behauptungen des norwegischen Terroristen Anders Behring Breivik, wonach dieser über umfangreiche Kontakte zur EDL verfüge und an einer ihrer Demonstrationen in Bradford teilgenommen habe. Er bezeichnete Breivik in einer Dokumentation als „Monster“, gab jedoch gleichzeitig an, dessen Ideologien zu teilen.

### Antimuslimische Ausrichtung
Auf einer pro-israelischen Demonstration der EDL vor der Londoner Botschaft Israels redete der orthodoxe US-amerikanische Rabbiner und konservative Politiker Nachum Shifren, der den jüdischen Gemeinden Großbritanniens die Unterstützung der EDL empfahl und Muslime als „Hunde“ bezeichnete. Shifren sagte, die EDL werde in Großbritannien den Anfang machen, „uns von den Unterdrückern unserer beiden Regierungen und der linken fünften Kolonne, der Quisling-Presse, zu befreien.“ Die Umwerbung durch die EDL stößt jedoch in jüdischen Kreisen Großbritanniens auf Ablehnung. So sei die EDL „nicht fähig oder willens, zwischen Islamisten und […] Muslimen zu unterscheiden.“ Hinter dem Interesse der EDL am israelisch-palästinensischen Konflikt scheine hauptsächlich die Absicht zu stehen, den muslimischen Feind zu reizen. Ein führendes Mitglied einer jüdischen Selbsthilfeorganisation gab an, dass die EDL versuche, ganze muslimische Gemeinden einzuschüchtern, um Spannungen und Angst zu erzeugen. Vergleiche zur Einschüchterung jüdischer Gemeinden in Europa wurden gezogen. Laut Jon Benjamin, Geschäftsführer des Board of Deputies of British Jews, ist die

„angebliche ,Unterstützung‘ der EDL für Israel […] heuchlerisch. Sie steht auf einer Grundlage von Islamophobie und Hass, die wir vollständig ablehnen. […] Die überwältigende Mehrheit wird sich nicht in diesen durchsichtigen Versuch hineinziehen lassen, einen angespannten politischen Konflikt zu manipulieren.“

## Gegenbewegungen
Die Aktivitäten der EDL rufen seit ihren Anfangstagen verschiedene Gegenbewegungen hervor, etwa von Unite Against Fascism, einer britischen antifaschistischen Vereinigung. Demonstrationen der EDL sind meist von Gegendemonstrationen und einem großen Polizeiaufgebot begleitet, oftmals kommt es dabei zu Ausschreitungen und Festnahmen. Zudem existiert eine Internetseite, die die Aktivitäten der EDL beobachtet, bekanntmacht und kommentiert. Der Daily Star, eine Boulevardzeitung, die der politischen Rechten in Großbritannien nahesteht, gab Anfang 2011 die offizielle Unterstützung der EDL auf.